# (3704) Gaoshiqi
(3704) Gaoshiqi est un astéroïde de la ceinture principale.

## Description
(3704) Gaoshiqi est un astéroïde de la ceinture principale. Il fut découvert le 20 décembre 1981 à Nanking par l'observatoire de la Montagne Pourpre. Il présente une orbite caractérisée par un demi-grand axe de 2,41 UA, une excentricité de 0,05 et une inclinaison de 5,9° par rapport à l'écliptique.

## Compléments